# Arisa Trew
Arisa Trew (アリサ・トゥルー, Cairns, 12 de maio de 2010) é uma skatista profissional australiana. Ela ganhou a medalha de ouro no evento de skate park feminino nas Olimpíadas de Verão de 2024 em Paris aos 14 anos, tornando-se a mais jovem campeã olímpica da Austrália. Ela é a primeira skatista feminina a conseguir um 720 e um 900 em competição.

## Carreira
Trew nasceu em 12 de maio de 2010 em Cairns, Queensland, Austrália. Sua mãe, Aiko, é japonesa e seu pai, Simon, é galês. Ela se mudou para Gold Coast, onde cresceu a partir dos dois anos de idade e começou a andar de skate aos sete anos.
Em maio de 2023, Trew ficou em 4º lugar no evento feminino de park nos X Games do Japão de 2023. Em 23 de junho de 2023, durante o evento Vert Alert de Tony Hawk realizado em Salt Lake City, Arisa se tornou a primeira skatista a executar com sucesso uma manobra de 720 em uma competição; a manobra envolve completar duas rotações completas no ar. Essa manobra ficou famosa pelo skatista profissional Tony Hawk, que a executou pela primeira vez em 1985.
Em julho de 2023, Trew ganhou as medalhas de ouro no vert feminino e no park nos X Games de 2023 na Califórnia. Trew repetiu esse feito em junho de 2024 ao ganhar mais uma vez as medalhas de ouro no vert e no park nos X Games de 2024 em Ventura, Califórnia. Em março de 2024, Trew ficou em 4º lugar no World Skateboarding Tour em Dubai no evento feminino do park. Em abril de 2024, Trew recebeu o prêmio Laureus World Sports de Atleta de Ação do Ano no Laureus World Sports Awards. Em 29 de maio de 2024, Trew se tornou a primeira skatista a conseguir um 900, o que ela fez em um half-pipe. Na série de qualificação olímpica de 2024, Trew ficou em primeiro lugar em ambas as eliminatórias do park.
Em 6 de agosto de 2024, ela ganhou a medalha de ouro no evento do park nos Jogos Olímpicos de Paris, tornando-se a mais jovem australiana a ganhar uma medalha de ouro olímpica aos 14 anos. Antes de vencer, ela fez um acordo com seus pais de que se ganhasse o ouro, eles lhe dariam um pato de estimação.